# Dipturus leptocauda
Dipturus leptocauda es una especie de pez de la familia de los Rajidae en el orden de los Rajiformes.

## Morfología
Los machos pueden llegar a alcanzar los 67 cm de longitud total.

## Reproducción
Es ovíparo y las hembras ponen huevos envueltos en una cápsula córnea.

## Hábitat
Es un pez de mar y de aguas profundas que vive entre 400-521 m de profundidad.

## Distribución geográfica
Se encuentra en el Océano Atlántico suroccidental: el Brasil (desde São Paulo hasta Rio Grande do Sul) y el Uruguay.

## Observaciones
Es inofensivo para los humanos. 